# دوريس مكارثي
دوريس مكارثي (بالإنجليزية: Doris McCarthy)‏‏ (7 يوليو 1910 في كالغاري - 25 نوفمبر 2010 في سكاربورو، شمال يوركشاير) رسامة، وكاتبة سير ذاتية من كندا.

## التعليم
تعلمت دوريس مكارثي في:
- جامعة تورنتو
- جامعة كلية أونتاريو للفنون والتصميم

## الجوائز
حصلت دوريس مكارثي على الجوائز الآتية:
- نيشان كندا من رتبة عضو
- وسام أونتاريو
- الدكتوراه الفخرية من جامعة تورنتو